# Halichoeres biocellatus
Halichoeres biocellatus е вид лъчеперка от семейство Labridae.

## Разпространение
Видът е разпространен в Австралия, Американска Самоа, Вануату, Гуам, Индонезия, Кирибати, Малайзия, Малки далечни острови на САЩ, Маршалови острови, Микронезия, Науру, Нова Каледония, Палау, Папуа Нова Гвинея, Провинции в КНР, Самоа, Северни Мариански острови, Соломонови острови, Тайван, Тонга, Тувалу, Фиджи, Филипини и Япония.